# Ouham (prefektura)
Ouham – prefektura w Republice Środkowoafrykańskiej z siedzibą w Bossangoa. Wchodzi w skład regionu Yadé.
Prefektura rozciąga się w północno-zachodniej części kraju i graniczy od północy z Czadem. Na zachodzie Ouham graniczy z prefekturą Ouham-Pendé, na południu z prefekturą Ombella-M'Poko i na wschodzie z prefekturami Nana-Grébizi i Kémo.
Powierzchnia Ouham wynosi 50 250 km². W 1988 zamieszkiwało ją 243 097, a w 2003 roku 369 220 osób.
W skład Ouham wchodzi 7 podprefektur (sous-préfectures) i 20 gmin (communes):
- podprefektura Batangafo
  - Bakassa
  - Batangafo
  - Bédé
  - Hama
  - Ousassi
- podprefektura Bossangoa
  - Bossangoa
  - Ben Zambé
  - Koro-Mpoko
  - Ndoro Mboli
  - Ouham Bac
  - Soumbé
- podprefektura Bouca
  - Bouca Bobo
  - Fafa Boungou
  - Lady Gbawi
  - Ouham Fafa
- podprefektura Kabo
  - Ouaki
  - Sido
- podprefektura Markounda
  - Nana Markounda
- podprefektura Nana-Bakassa
  - Nana-Bakassa
- podprefektura Nangha Boguila
  - Nangha Boguila